# Primera Nación Atikameksheng Anishnawbek
Atikameksheng Anishnawbek (lenguaje anishinaabe : Adikamegosheng Anishinaabeg, sincopado como Dikmegsheng Nishnaabeg), anteriormente conocida como la Primera Nación del Lago Whitefish, es una Primera Nación Ojibway en el norte de Ontario, Canadá. Su reserva está ubicada en Whitefish Lake 6 a orillas del Whitefish Lake, 20 km al suroeste de Sudbury.
Está inmediatamente al sur de la comunidad de Naughton en Greater Sudbury, y se considera parte del área metropolitana del censo de Greater Sudbury. En el censo de Canadá de 2016, la comunidad de Whitefish Lake tenía una población de 386 viviendo en la reserva, una disminución del 2.0% desde 2011.
Los miembros de Atikameksheng tienen derechos de caza y pesca dentro del Área del Tratado Robinson-Huron. Un pow-wow anual se lleva a cabo en julio de cada año.
El jefe actual de la Primera Nación es Craig Nootchtai.
En mayo de 2008, el jefe y el consejo de Atikameksheng Anishnawbek anunciaron un litigio contra Canadá y Ontario por violar el Tratado Robinson-Huron, que establece que a la Primera Nación se le debería haber otorgado una reserva mucho más grande que Whitefish Lake 6 .
En 2010, la comunidad fue seleccionada como la comunidad anfitriona de B
uilding Homes and Building Skills, un proyecto de la personalidad de televisión Mike Holmes para capacitar a las personas de las Primeras Naciones en la construcción y los oficios de la construcción.
La comunidad aprobó una resolución en 2006 para solicitar al gobierno federal que cambiara el nombre oficial de la comunidad de Whitefish Lake, para que coincidiera con el nombre tradicional Atikameksheng Anishnawbek. El cambio de nombre entró oficialmente en vigor en octubre de 2013.
En 2016 se rodaron en la reserva algunas escenas de la serie de televisión Cardinal, producida en Sudbury. Las películas de Darlene Naponse, escritora y directora de cine de la comunidad, también se han rodado en la reserva, como Cradlesong, Every Emotion Costs, Falls Around Her y Stellar.